# Nether Wallop
Nether Wallop – wieś w Anglii, w hrabstwie Hampshire. Leży 16 km na północny zachód od miasta Winchester i 109 km na południowy zachód od Londynu.